# Trevor Francis
Trevor John Francis (* 19. April 1954 in Plymouth; † 24. Juli 2023 in Marbella, Spanien) war ein englischer Fußballspieler und -trainer. Der Mittelstürmer war der erste Spieler in der englischen Fußballgeschichte, der für eine Million Pfund transferiert wurde.

## Sportliche Laufbahn
Francis, ein schneller und technisch geschickter Stürmer, startete seine Karriere als Schüler bei Birmingham City und kam dort im Jahr 1970 als gerade einmal 16-Jähriger zu seinem ersten Einsatz. Sein Talent trat noch vor seinem 17. Geburtstag zutage, als er vier Tore in einem Spiel schoss. Am Ende seiner ersten Saison konnte er 15 Treffer in nur 22 Spielen verbuchen.
Birmingham City war seit dem Aufstieg 1972 in den 1970er-Jahren ein durchschnittliches Team in der höchsten englischen Spielklasse. Abgesehen von dem Einzug in das Pokal-Halbfinale konnte Birmingham keine nennenswerten Erfolge verzeichnen, sodass die Leistungen von Francis umso deutlicher hervorstachen.
Im Jahr 1977 erzielte er eines der berühmtesten Tore in der Geschichte von Birmingham, als er in der Begegnung gegen die Queens Park Rangers von der Seitenauslinie aus nach innen zog und, während er dabei von vier Verteidigern bedrängt wurde, plötzlich aus etwa 23 Metern abzog und den gegnerischen Torwart überraschte. Im gleichen Jahr gab er sein Debüt in der englischen Fußballnationalmannschaft unter Trainer Don Revie. England unterlag in diesem Spiel mit 0:2 den Niederlanden.
Francis wechselte nach einer Übereinkunft mit der Vereinsführung von Birmingham im Jahr 1978 in die amerikanische Profiliga NASL zu Detroit Express und kehrte noch im gleichen Jahr in die Midlands zurück. Im Februar 1979 bekam seine Karriere eine entscheidende Initialzündung.
Nottingham Forest, der damals amtierende englische Meister und Ligapokalsieger, trainiert von Brian Clough, bot für Francis mehr als eine Million englische Pfund. Zuvor hatte kein Spieler in einem Transfer zwischen englischen Vereinen eine siebenstellige Summe gekostet. Der Transfer wurde am 9. Februar 1979 perfekt gemacht und Francis wurde in einer legendären Pressekonferenz von Clough vorgestellt. Clough erschien in seinem Trainingsanzug inklusive Squashschläger.
Nottingham verteidigte kurz darauf den Ligapokal, obwohl Francis noch nicht spielberechtigt war, und zog im Europapokal der Landesmeister bis in das Halbfinale ein, als Francis in das Geschehen eingreifen durfte. Sie gewannen das Halbfinale und standen im Mai 1979 dem schwedischen Meister Malmö FF in München gegenüber, als sich die Millioneninvestition schon vor Ablauf der ersten Halbzeit bezahlt machte. Der sonst meist glücklose aber talentierte John Robertson erkämpfte sich auf der linken Seite den Ball, zog zwei Verteidiger auf sich und flankte in Richtung des langen Pfostens. Francis sprintete in die Spitze und vollendete kraftvoll per flachem Flugkopfball zum 1:0. Nottingham gewann das Spiel mit diesem alles entscheidenden Treffer und diese Szene wurde mehrere Jahre lang im Vorspann der beliebten Fußballsendung „Match of the Day“ verwendet. Ein riesiges Bild, das Francis in Erwartung dieses historischen Kopfballs zeigt, ist heute immer noch im Haupteingangs- und Empfangsbereich des heimischen Stadions zu sehen. Obwohl die Saison mit diesem Finalsieg zu Ende war, ging Francis anschließend erneut zurück nach Detroit, um einen weiteren Sommer lang in der NASL zu spielen.
Francis wurde nie über einen längeren Zeitraum hinweg Stammspieler bei Nottingham Forest. Er gehörte 1980 der Mannschaft an, die sowohl im Ligapokal gegen die Wolves unterlag als auch kurz darauf den Landesmeisterpokal gegen den Hamburger SV verteidigte. Jedoch konnte er die Erwartungen niemals in der Form erfüllen, die durch die hohe Ablöse an ihn gestellt wurden. Er schoss in der Saison 1979/80 vierzehn Tore und nur sechs in der darauffolgenden. Obwohl er weiterhin für die englische Nationalmannschaft spielte, konnte er aus Verletzungsgründen nicht an der EM 1980 in Italien teilnehmen. In der englischen Meisterschaft waren die Spitzenpositionen für Nottingham in immer weitere Ferne gerückt.
Er wurde 1981, erneut für eine Ablöse von einer Million Pfund, an Manchester City verkauft (eine Summe, die nun üblich war, nachdem die Grenze einmal überschritten wurde). Dort erzielte er zwölf Treffer in 26 Spielen und war danach im Kader der englischen Nationalmannschaft für die WM 1982 in Spanien. Dort gelangen ihm zunächst Treffer gegen die ČSSR und Kuwait, aber in der zweiten Gruppenphase schloss er sich der Sturmflaute seiner Stürmerkollegen an, so dass England nach zwei torlosen Remis aus dem Turnier ausschied.
Im weiteren Verlauf des Sommers wurde Francis von Sampdoria Genua, Aufsteiger aus der italienischen zweiten Liga, hofiert, wohin er dann auch für 700.000 Pfund wechselte. Dort gewann er im Jahr 1985 die Coppa Italia und wurde mit neun Treffern Torschützenkönig in diesem Bewerb, bevor er für 800.000 Pfund zu Atalanta Bergamo, erneut ein Aufsteiger, ging, wo er eine Menge Spiele, dabei aber nur ein Tor, machte. Im Jahr 1986 absolvierte er sein 52. und letztes Länderspiel, das die Engländer gegen Schottland gewannen (2:1). Insgesamt schoss er für die Three Lions zwölf Tore.
Francis kehrte auf die Insel zurück und schloss sich für nur 75.000 Pfund den Glasgow Rangers unter Graeme Souness im Zuge seiner von ihm ausgerufenen „englischen Invasion“ im Ibrox Park an. Er gewann im Jahr 1988 den schottischen Pokal und ging dann als Spielertrainer nach London zu den Queens Park Rangers.
Obwohl er weiterhin ein wichtiger Spieler für QPR war, stand er aufgrund seines Trainerstils unter starker öffentlicher Kritik, die ihn einer zu großen Strenge beschuldigte. Er verweigerte einem seiner Spieler den Besuch bei seiner Frau während der Geburt des ersten gemeinsamen Kindes aufgrund eines wichtigen Spiels. Der Spieler hielt sich nicht an die Anweisung, stand seiner Frau bei und Francis belegte ihn sowohl mit einer Geldstrafe und kritisierte ihn zudem öffentlich, was in der Öffentlichkeit für großes Unverständnis sorgte.
Francis verließ 1990 die Queens Park Rangers, um sich dem Absteiger aus der ersten englischen Liga, Sheffield Wednesday, anzuschließen. Sheffield gewann in dieser Saison den Ligapokal, wobei Francis nicht zum Einsatz kam. Zudem konnte der direkte Wiederaufstieg geschafft werden. Nach der Trennung von Ron Atkinson übernahm Francis die sportliche Leitung des Teams und führte Sheffield in der darauffolgenden Saison zu einem sehr guten dritten Platz. Im anschließenden Jahr 1992 erreichte Francis sowohl das Finale des FA Cups als auch des Ligapokals und unterlag in beiden Begegnungen dem FC Arsenal. 1994 verkündete Francis seinen Rücktritt als Spieler.

## Trainerlaufbahn und weiterer beruflicher Werdegang
Nach seinem Weggang aus Sheffield arbeitete Francis als Fußballexperte für das Fernsehen, was er schon mit Erfolg im Verlaufe seiner Karriere getan hatte und ging dann 1996 zu dem Ausgangspunkt seiner Karriere, Birmingham City, als Trainer zurück, um die Mannschaft zurück in die höchste englische Spielklasse zu führen. Birmingham erreichte zwar die Play-offs, scheiterte dann aber in den Entscheidungsspielen. Im Jahr 2001 zog Birmingham in das Ligapokalfinale gegen FC Liverpool ein, welches sie jedoch verloren. Francis verließ Birmingham im weiteren Verlauf des Jahres.
Ein kurzes Engagement verlebte er bei Crystal Palace. Der einzige bemerkenswerte Zwischenfall in dieser Zeit ereignete sich dort, als er seinen Reservetorhüter schlug, der während eines Gegentreffers von Crystal Palace lachte. Francis arbeitete später erneut als Experte für die Medien.

## Privates und Tod
Francis war mit seiner Jugendliebe Helen verheiratet. Am 13. April 2012 wurde berichtet, dass Francis mit Verdacht auf einen Herzinfarkt ins Heartlands Hospital in Birmingham eingeliefert wurde. Am 24. Juli 2023 starb er im Alter von 69 Jahren an einem weiteren Herzinfarkt in seinem Haus in Marbella.

## Erfolge
- Europapokalsieger der Landesmeister: 1979, 1980
- Europäischer Supercup-Gewinner: 1980
- Italienischer Pokalsieger: 1985
- Schottischer Pokalsieger: 1988